# Buathra morguzora
Buathra morguzora là một loài tò vò trong họ Ichneumonidae.